# バートランド・メイヤー

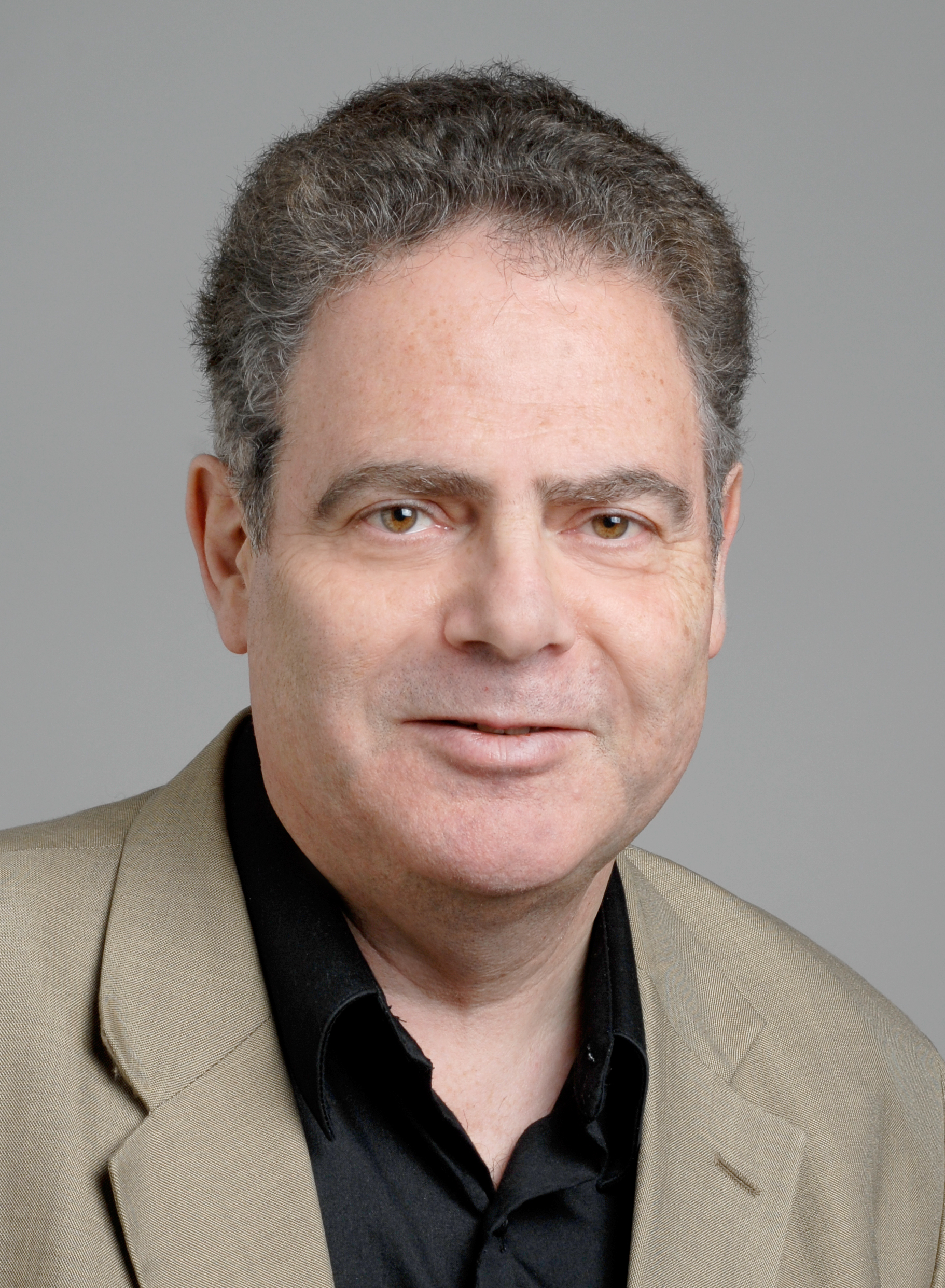
バートランド・メイヤー（2015年）

バートランド・メイヤー（Bertrand Meyer、1950年11月21日 - ）は、フランス出身のコンピュータ科学者。オブジェクト指向プログラミング言語 Eiffel を開発した、プログラミング言語関連書の著者、研究者、コンサルタント。
ソフトウェア工学において契約による設計を創始した。オブジェクト指向プログラミング (OOP) の教科書 Object-Oriented Software Construction (日本語訳『オブジェクト指向入門』) の著者である。

## 活動
メイヤーは、簡潔で洗練された、使い勝手の良いコンピュータ言語の理想を追求し続けている。また、オブジェクト指向プログラミング (OOP) を早い時期から強く提唱した人々のなかの一人である。
著書 Object-Oriented Software Construction (日本語訳『オブジェクト指向入門』) では、オブジェクト指向プログラミング (OOP) の事例を優れた形で提示した。
メイヤーの他の著書としては以下のものが知られている。
- Eiffel: The Language (プログラミング言語Eiffelの説明)
- Object Success (管理職のためのオブジェクト技術の議論)
- Reusable Software (ソフトウェアの再利用に関する問題と解決策の議論)
- Introduction to the Theory of Programming Languages (日本語訳『プログラミング言語理論への招待』)

メイヤーは、数多くの技術記事を著しており、また多くのカンファレンスで議事録を編集している。
メイヤーは、Eiffelによる手法とオブジェクト指向プログラミング言語Eiffelの最初期の設計者であり、その後も引き続きEiffelの進化に関わっており、また契約による設計 (Design by Contract; DbC) として知られる開発手法の創始者である。
その他のメイヤーの活動としては次のようなものがある。
- オーストラリアのメルボルンのモナシュ大学の非常勤講師 (1998年–2003年)
- コンサルタント
  - オブジェクト指向システム設計
  - アーキテクチャのレビュー
  - 技術面の検証
- オブジェクト技術またはその他のソフトウェアに関する分野の講師
- カンファレンスでの講演

## 経歴
メイヤーは、フランスのパリのエコール・ポリテクニークで学士号を取得。アメリカ合衆国のスタンフォード大学で修士号を取得。フランスのナンシーのナンシー大学でPh.D. (博士号) を取得した。
メイヤーは、9年間フランス電力公社に在籍し、3年間カリフォルニア大学サンタバーバラ校 (UCSB) に在籍して、技術者および管理職としてのキャリアを積んだ。
1985年6月に Interactive Software Engineering 社 (ISE社、後に Eiffel Software 社に社名を変更) を創業し、同年に同社でオブジェクト指向プログラミング言語Eiffelの設計を行った。2001年10月からは、チューリヒ工科大学 (スイス連邦工科大学チューリヒ校、ETH Zurich) の教授を務め、保証された水準の品質を備えた信頼性のあるソフトウェアコンポーネント (再利用可能なソフトウェア要素) を構築することに関する研究を続けている。
メイヤーは、オブジェクト指向プログラミング言語Simulaを通してオブジェクト技術を経験し、また抽象データ型と形式仕様記述 (Z言語を含む) について早い時期から研究をしていた。
こうした経験がEiffelの開発の一定の基礎となった。
EiffelおよびSimulaは、Pythonなど他のプログラミング言語の開発に強く影響を与えている。
メイヤーは、2005年にダール・ニゴール賞を受賞した。
メイヤーは2006年6月9日に、ACMからEiffelの設計を評価され「ソフトウェア品質に大きな影響を与えた」として、ACMソフトウェアシステム賞を受賞した。

## ウィキペディアとの関わり
2005年12月28日に、ドイツ語版ウィキペディアにおいて匿名の投稿者により事実とは異なるメイヤーの死去が、メイヤーの記事に投稿された。
ドイツ語版ウィキペディアでのこのいたずらは、Heise News Ticker により5日後に報じられ、ドイツ語版ウィキペディアのメイヤーの記事はすぐに正しく直された。この経緯は、英語版ウィキペディアにおけるシーゲンソーラーの経歴論争のドイツ語版ウィキペディアのバージョンとなった。
メイヤーは、百科事典プロジェクトウィキペディアについて肯定的な評価を何度か表明している。
メイヤーはウィキペディアを次のように結論づけている。
「ウィキペディアというシステムは、潜在的な不備に屈することはあっても、すぐに自らの力で自分自身を治す。
潜在的な不備は全体像に影響を与えない。
ちょうど私に関する記事のように、ウィキペディアが破綻するという風聞は、誇張されている。」

## 著書
メイヤーが執筆した書籍を挙げる。
なおメイヤーはこの他にも多数の論文を著している。
- Bertrand Meyer's .NET Training Course, Prentice-Hall, 2001, ISBN 978-0130331151
- 『オブジェクト指向入門 第2版 原則・コンセプト』、酒匂寛 (訳) 、翔泳社、2007年、ISBN 978-4-7981-1111-7 (原書の前半部分の日本語訳)
- 『オブジェクト指向入門 第2版 方法論・実践』、酒匂寛 (訳) 、翔泳社、2008年、ISBN 978-4-7981-1112-4 (原書の後半部分の日本語訳)
  - Object-Oriented Software Construction 2nd Edition, Prentice Hall, 1997, ISBN 978-0136291558
- Bertrand Meyer, Object Success : A Manager's Guide to Object Orientation, Its Impact on the Corporation, and Its Use for Reengineering the Software Process, Prentice Hall, 1995, ISBN 978-0131928336
- An Object-Oriented Environment: Principles and Application, Prentice Hall, 1994, ISBN 978-0132455077
- Reusable Software: The Base Object Oriented Component Libraries, Prentice Hall, 1994, ISBN 978-0132454995
- Eiffel : The Language, Prentice Hall, 1991, ISBN 978-0132479257
- 『プログラミング言語理論への招待 正しいソフトウェアを書くために』、二木厚吉(監訳)、酒匂寛(訳)、アスキー、1995年、ISBN 978-4756103178
  - Introduction to the Theory of Programming Languages, Prentice Hall, 1990, ISBN 978-0134985107

### 編著
- Object-Oriented Applications, Jean-Marc Nerson (Editor) との共著, Prentice Hall, 1993, ISBN 978-0130137982
- Advances in Object-Oriented Software Engineering, Dino Mandrioli (Editor) との共著, Prentice Hall, 1992, ISBN 978-0130065780